# Dvandva
Um composto dvandva refere-se a um ou mais objetos que podem ser conectados pela conjunção "e". Os dvandvas são comuns em algumas línguas, como o sânscrito, o chinês e o japonês, mas menos comuns em inglês. Exemplos: matara-pitara ("mãe e pai" em sânscrito), shanchuan e yamakawa ("montanhas e rios" em chinês e japonês, respectivamente), e singer-songwriter ("compositor e cantor de canções" em inglês).